# Salvelinus agassizii
Salvelinus agassizi е изчезнал вид лъчеперка от семейство Пъстървови (Salmonidae).

## Разпространение
Видът е бил разпространен във водите на Ню Хемпшир преди 1939 г., когато не е бил открит при направено биологично проучване във вододела на Кънектикът.